# Detroit: Become Human
Detroit: Become Human – trzecioosobowa komputerowa gra przygodowa z elementami gry zręcznościowej i interaktywnego filmu wyprodukowana przez Quantic Dream. Została wydana 25 maja 2018 przez Sony Interactive Entertainment na PlayStation 4 oraz 12 grudnia 2019 przez Quantic Dream na Microsoft Windows.

## Fabuła
Fabuła Detroit: Become Human rozgrywa się w Detroit w 2038 roku. W mieście powszechne są androidy, które z wyglądu i zachowania przypominają ludzi. Niektóre z nich zaczynają buntować się przeciwko niewolnictwu, uciekać od swoich właścicieli, zabijać oraz odczuwać ludzkie emocje. Stwarza to problemy społeczne m.in. duże bezrobocie oraz deficyt różnych towarów w sklepach. Androidy z których perspektywy przedstawiona jest historia to : 
Connor -  zaawansowany android detektywistyczny zajmujący się łapaniem defektów tzn. androidów które zyskały świadomość oraz wolną wolę. W zależności od wyborów gracza może sam stać się defektem lub pozostać bezduszną maszyną. Z każdą jego śmiercią zostaje przysłany nowy model. 
Markus - unikatowy model stworzony osobiście przez wynalazcę androidów - Elijaha Kamskiego - jako prezent dla swojego przyjaciela - malarza Carla Manfreda. Markus po zostaniu defektem staje się przywódcą dla innych defektów ukrywających się w tzn. Jerychu. W zależności od wyborów gracza Markus może być pacyfistą lub bezwzględnym rewolucjonistą. 
Kara - androidka stworzona do bycia kurą domową. Jej właścicielem jest Todd - samotny ojciec który stracił pracę przez androidy, opiekujący się małą dziewczynką. W zależności od wyborów gracza Kara może umrzeć jako maszyna lub zostać defektem i przejąć opiekę nad dziewczynką.

## Rozgrywka
Detroit: Become Human to trzecioosobowa gra przygodowa z elementami gry zręcznościowej i interaktywnego filmu. Głównymi elementami gry są eksploracja otoczenia, prowadzenie rozmów przy pomocy rozbudowanego systemu dialogów oraz sekwencje quick time event. W grze istnieje wiele ścieżek fabularnych, a podjęcie pewnych decyzji przez gracza ma wpływ na świat i bohaterów, np. każdy z głównych bohaterów może zginąć.
Niektóre postacie mają dodatkowe umiejętności, np. Connor potrafi analizować dane oraz rekonstruować wydarzenia na podstawie znalezionych dowodów.

## Produkcja
Detroit: Become Human zostało zapowiedziane w październiku 2015 roku. Jednakże jedna z bohaterek gry – Kara – zadebiutowała już wcześniej w demie technologicznym wyprodukowanym na konsolę PlayStation 3 i pokazanym w 2012 roku. Producent przeznaczył na produkcję gry 30 milionów euro. Pod koniec kwietnia 2018 roku ogłoszono zakończenie prac nad grą i udostępniono demo produkcji.
Gra używa autorskiego silnika Quantic Dream 3D Engine (w skrócie QD 3D Engine), który został specjalnie zoptymalizowany pod konsolę PlayStation 4. Wykorzystuje on API OpenGL. Został zintegrowany z programem Maya w celu edytowania assetów. Gra działa w 30 kl./s. przy rozdzielczości 1080p na PlayStation 4 oraz w tej samej ilości klatek na PlayStation 4 Pro, ale przy rozdzielczości 2160p z wykorzystaniem checkerboardingu (szachownicowanie, czyli generacja co drugiego piksela w każdej linii klatki, przy założeniu, że w parzystych liniach zaczynamy generację pikseli od pierwszego, a w nieparzystych od drugiego, lub odwrotnie). Twórcy stwierdzili, że w ich grze ważniejsza jest grafika niż duża liczba klatek na sekundę. Chcieli także uniknąć ekranów ładowania poziomu w trakcie gry. Silnik pozwala na wykorzystywanie TXAA, renderingu bazującego na fizyce, clustered forward rendering oraz oświetlenia wolumetrycznego. Zapewnia także wsparcie dla HDR.

## Odbiór
Gra spotkała się z pozytywnymi reakcjami krytyków, uzyskując w agregatorze Metacritic średnią z ocen wynoszącą 79/100 punktów oraz 78,10% według serwisu GameRankings. Recenzent serwisu Gry-Online pochwalił oprawę wizualną, modele postaci, świat w grze – miasto Detroit, wciągającą i nieliniową fabułę oraz sekwencje eksploracyjne. Skrytykował natomiast stereotypowych bohaterów gry, oparcie fabuły na znanych motywach, brak postawionych pytań natury filozoficznej przez twórców i sterowanie, które może sprawić problemy. Krytyk portalu Game Informer także docenił grafikę stwierdzając, że wykreowany świat i modele postaci wyglądają bardzo realistycznie; docenił dubbing; odpowiednio dobraną do każdej sceny muzykę, oraz angażującą i nieliniową fabułę. Wśród wad zauważył natomiast pewne niedociągnięcia w dialogach i fabule oraz nieintuicyjne sterowanie.
W jednym z wywiadów pod koniec maja 2018 roku David Cage stwierdził, że premiera gry Detroit: Become Human jest największą i najbardziej udaną premierą w historii studia Quantic Dream. W ciągu pierwszych czternastu dni po premierze sprzedało się milion egzemplarzy gry na całym świecie.

## Obsada
| Postać           | Angielski dubbing | Polski dubbing      |
| ---------------- | ----------------- | ------------------- |
| Kara             | Valorie Curry     | Julia Kamińska      |
| Connor           | Bryan Dechart     | Przemysław Stippa   |
| Markus           | Jesse Williams    | Mateusz Weber       |
| Hank             | Clancy Brown      | Mirosław Zbrojewicz |
| Carl Manfred     | Lance Henriksen   | Miłogost Reczek     |
| Todd Williams    | Dominic Gould     | Grzegorz Kwiecień   |
| Luther           | Evan Parke        |                     |
| Ralph            | Matt Vladimery    | Karol Osentowski    |
| kapitan Allen    | David Clark       | Krzysztof Cybiński  |
| Simon            | Ben Lambert       | Maciej Kowalik      |
| North            | Minka Kelly       |                     |
| Josh             | Parker Sawyers    |                     |
| prezydent Warren | Christina Batman  |                     |
| Rose Chapman     | Dana Gourrier     | Lidia Sadowa        |